# Лук стареющий
Лук старе́ющий (лат. Állium senéscens) — многолетнее травянистое растение, вид рода Лук (Allium) семейства Луковые (Alliaceae).

## Распространение и экология
В природе ареал вида охватывает практически всю территорию Европы, Сибирь, Казахстан, Монголию, Китай и Корею.
Произрастает на лугах, каменистых и песчаных местах.

## Ботаническое описание
Луковицы конические, толщиной 1—2 см, по 1—3 прикреплены к горизонтальному корневищу, с черноватыми, плёнчатыми, цельными оболочками. Стебель высотой 30—60 см, в верхней части обоюдоострый или даже узко-крылатый.
Листья в числе 5—8, сближенные у основания стебля, плоские, линейные, тупые, сизые, наружные шириной 3—10 мм, гладкие, прямые или серповидные или полого-спирально скрученные, в 2 раза короче стебля или немного длиннее его.
Зонтик полушаровидный или реже шаровидный, густой, многоцветковый. Листочки полушаровидного околоцветника розовые, тёмно-розовые или розово-фиолетовые, с малозаметной жилкой, длиной 4—6 мм, тупые, от продолговато-ланцетных до яйцевидных, внутренние немного или на четверть длиннее наружных лодочковидных. Нити тычинок при самом основании между собой и с околоцветником сросшиеся, немного или в полтора раза длиннее околоцветника, цельные, шиловидные. Столбик выдается из околоцветника.
Коробочка с обратно-сердцевидными створками, равна околоцветнику.

## Классификация

### Таксономия
Вид Лук стареющий входит в род Лук (Allium) семейства Луковые (Alliaceae) порядка Спаржецветные (Asparagales).
|  |                                      |  |                                                             |                                                             |                   |  | ещё 24 семейства (согласно Системе APG II) | ещё 24 семейства (согласно Системе APG II) |                     |  |  |  | ещё более 870 видов |
|  |                                      |  |                                                             |                                                             |                   |  | ещё 24 семейства (согласно Системе APG II) | ещё 24 семейства (согласно Системе APG II) |                     |  |  |  | ещё более 870 видов |
|  |                                      |  |                                                             | порядок Спаржецветные                                       |                   |  |                                            |                                            | род Лук             |  |  |  |                     |
|  |                                      |  |                                                             | порядок Спаржецветные                                       |                   |  |                                            |                                            | род Лук             |  |  |  |                     |
|  | отдел Цветковые, или Покрытосеменные |  |                                                             |                                                             | семейство Луковые |  |                                            |                                            | вид Лук стареющий   |  |  |  |                     |
|  | отдел Цветковые, или Покрытосеменные |  |                                                             |                                                             | семейство Луковые |  |                                            |                                            |                     |  |  |  |                     |
|  |                                      |  | ещё 44 порядка цветковых растений (согласно Системе APG II) | ещё 44 порядка цветковых растений (согласно Системе APG II) |                   |  |                                            | ещё около 300 родов                        | ещё около 300 родов |  |  |  |                     |
|  |                                      |  |                                                             | ещё 44 порядка цветковых растений (согласно Системе APG II) |                   |  |                                            |                                            | ещё около 300 родов |  |  |  |                     |

### Представители
В рамках рода выделяют несколько подвидов:
- Allium senescens subsp. montanum (Fr.) Holub

[syn.  Allium fallax Schult. & Schult.f.]
[syn.  Allium lusitanicum Lam.]
[syn.  Allium montanum F.W.Schmidt]
- Allium senescens subsp. senescens

[syn.  Allium baicalense Willd.]
[syn.  Allium glaucum Schrad. ex Poir.]
[syn.  Allium saxicola Kitag.]